# Henry St John (1. wicehrabia Bolingbroke)
Henry St John, 1. wicehrabia Bolingbroke (ur. 16 września 1678, zm. 12 grudnia 1751) – brytyjski dyplomata, historyk, konserwatywny myśliciel polityczny, filozof i polityk z partii torysów, przeciwnik Roberta Walpole'a.

## Życiorys

### 1678-1714
Urodził się w arystokratycznej rodzinie w Battersea – posiadłości rodzinnej. W parlamencie od 1701 dawał wyraz swoim torysowskim poglądom. Początkowo, jako zwolennik High Church (ortodoksyjnego skrzydła kościoła anglikańskiego), sprzeciwiał się tolerancji religijnej. Był opozycjonistą przeciw rządowi wigów w osobach Johna Churchilla, 1. księcia Marlborough, earla Godolphina, Charlesa Townshenda i Roberta Walpole'a.  W 1710 roku wraz ze swoim przyjacielem Robertem Harleyem przejął ster rządów z woli królowej Anny I Stuart. Zakończył popieraną przez wigów wojnę (pokój w Utrechcie), co było jednym z powodów głębokiej nienawiści, jaką darzyli go wigowie.
Bolingbroke był zwolennikiem wzmocnienia władzy królewskiej, czemu dał wyraz w swej późniejszej pracy The Idea of a Patriot King. W dziele tym nie zalecał jednak wprowadzenia absolutyzmu jako sprzecznego z duchem angielskiej konstytucji, która odnowiona rewolucją z 1688 r. stanowiła idealne rozwiązanie problemu równowagi władzy.

### 1715–1725
W 1715 na skutek zagrożenia ze strony zwycięskich wigów uciekł z kraju. W Anglii uznano to za oficjalnie przyznanie się do stawianych mu zarzutów wspierania powstania szkocko-jakobickiego (1715–1716), w konsekwencji czego utracił tytuł wraz z  majątkiem i groziła mu utratą życia w przypadku schwytania w Anglii. St John schronił się we Francji, ale dopiero po ogłoszeniu sankcji przeciw jego osobie zgłosił się do służby u jakobickiego pretendenta, nie będąc jednak w pełni przekonanym o słuszności jego sprawy. Jego związki z jakobitami miały charakter taktyczny, a nie ideowy. Ostatecznie po klęsce powstania Jakub III zdymisjonował Bolingbroke'a zarzucając mu szereg zaniedbań, które miały doprowadzić do klęski powstania w Szkocji. Wydaje się jednak, ze Bolingbroke padł ofiarą intrygi prowadzonej przez lorda Mara i Ormonde'a, którzy próbowali, broniąc siebie, całą odpowiedzialność za klęskę zrzucić na niego, a sam lord nie był osobą, którą na pierwszym miejscu należałoby obwiniać o niepowodzenia.

### 1725-1751
Dopiero w 1725 pozwolono St. Johnowi na powrót do kraju. Robert Walpole (premier od 1721 roku) zadbał jednak, by tak płomienny mówca, jakim był Bolingbroke, nie mógł zasiadać w Parlamencie. Bolingbroke z trudem odzyskał sekwestrowane dobra "zdrajcy", po czym osiadł w Dawley niedaleko Londynu, gdzie prowadził nieformalny klub opozycjonistów i literatów walczących z władzą Walpole'a. Wraz z Wiliamem Pulteneyem założył pismo The Craftsman, które wychodziło do 1735 roku i stanowiło potężny oręż w walce politycznej ówczesnego czasu w Anglii. Do kręgu jego najbliższych należeli Jonathan Swift, Aleksander Pope, John Gay, a także przez dwa lata młody Wolter, chroniący się wówczas w Anglii przed więzieniem francuskim. Bolingbroke wywarł ogromny wpływ na Woltera jako filozof i historyk.
Na polu filozofii Bolingbroke był empirystą, deistą i praktycznym monarchistą, pokładającym wielkie nadzieje w księciu Walii Fryderyku, który zmarł w 1752 roku, otwierając księciu Jerzemu drogę do tronu. Po wyniesieniu na tron Jerzy III inspirował się jednak koncepcjami Bolingbroke'a. St John uważał władzę Walpole'a za szkodliwy nowotwór. Uważał, że Walpole, mający dobre znajomości tak na dworze, jak i w izbach Parlamentu, przejmował królewskie prerogatywy.
Jako historyk Bolingbroke zasługuje na najwyższe uznanie jako jeden z ojców nowożytnej historiografii i przewodnik duchowy Woltera – historyka.
W latach trzydziestych Bolingbroke przystąpił do szturmu na pozycje Walpole'a, pisząc mowy parlamentarne dla swego przyjaciela Williama Wyndhama, szefa torysów w Parlamencie. Najlepsi pisarze (Pope, Swift, Henry Fielding) prześcigali się w krytyce Walpole'a, co było niewątpliwie podsycane przez Bolingbroke'a. Literacka odpowiedź Walpole'a w obronie rządu nigdy nie uzyskała takiego rozmachu i poziomu satyry jak utwory przyjaciół Bolingbroke'a.
Henry St John nigdy nie powrócił do władzy i musiał zadowolić się działalnością literacką. Zmarł w 1751 roku.

### Wydania dzieł
- The Works of Lord Bolingroke (2001) vol 4.

University Press of the Pacific. ISBN 0-89875-352-X
- Bolingbroke: Political Writings (Cambridge Texts in the History of Political Thought) edited by David Armitage; Cambridge University Press (1997) 352 pages ISBN 0-521-58697-6
- The Philosophical Works of the Late Right Honorable Henry St. John, Lord Viscount Bolingbroke 3 vol (1776; facsimile reprint 2005) ISBN 1-4212-0061-9

### Opracowania
- Rex A. Barrell. Bolingbroke and France (1988)
- Fieldhouse, Henry N. Bolingbroke and the Idea of Non-Party Government, History (1938) 23:46+
- Douglas, Sir Harkness. Bolingbroke: The Man and His Career (1957), biography
- Brean S. Hammond. Pope and Bolingbroke: A Study of Friendship and Influence (1984)
- Jeffrey Hart. Viscount Bolingbroke (1980)
- Arthur Hassall. Life of Viscount Bolingbroke (2006)
- Isaac Kramnick. Bolingbroke and His Circle: The Politics of Nostalgia in the Age of Walpole (1992)
- Harvey Claflin Mansfield. Statesmanship and party government;: A study of Burke and Bolingbroke (1965)
- Piotr Napierała, Sir Robert Walpole (1676-1745) – twórca brytyjskiej potęgi, Wydawnictwo Naukowe UAM, Poznań 2008. ISBN 978-83-232-1898-2
- J. G. A. Pocock; The Machiavellian Moment: Florentine Political Thought and the Atlantic Republican Tradition. (1975)
- Walter Sichel. Bolingbroke And His Times: The Sequel (1902, reprint 2004)
- Simon Varey. Henry St. John, Vicount Bolingbroke (Twayne's English Authors Series) (1984), short summary
- Perez Zagorin, “The Court and the Country: A Note on Political Terminology in the Earlier Seventeenth Century," English Historical Review (1962) 77;306-11 in JSTOR.
- Maciej Zakrzewski, "Bolingbroke - polityk czy myśliciel polityczny", "Politeja" nr 2(6), 2006
- Maciej Zakrzewski, W obronie konstytucji. Myśl polityczna Henry’ego Saint Johna wicehrabiego Bolingbroke'a, Kraków: Ośrodek Myśli Politycznej, 2012, ISBN 978-83-62628-21-6. Brak numerów stron w książce